# Centistes guizhouensis
Centistes guizhouensis är en stekelart som beskrevs av Chen och Van Achterberg 1997. Centistes guizhouensis ingår i släktet Centistes och familjen bracksteklar. Inga underarter finns listade.